# Escut de Rodonyà
L'escut oficial de Rodonyà té el següent blasonament:
Escut caironat: d'argent, un mont de sinople movent de la punta carregat d'un agnus Dei ajagut reguardant d'argent, nimbat d'or, portant la banderola de gules amb una creu plena d'argent i l'asta creuada d'or, i somat d'un castell d'atzur obert. Per timbre una corona de comte.
Va ser aprovat el 18 d'octubre de 1999.
El castell dalt del turó és el de la localitat, que fou el centre de la baronia de Rodonyà. L'anyell pasqual, o Agnus Dei, és l'atribut de sant Joan Baptista, patró de la població.